# رافي كومار (لاعب رماية)
رافي كومار (بالهندية: रवि कुमार؛ بالإنجليزية: Ravi Kumar) هو لاعب رماية هندي، ولد في 1990.